# Ioasaf II (patriarca di Mosca)
Ioasaf II, o Ioasaf Novotoržec (in russo: Иоасаф Новоторжец; Toržok, 1591 – Mosca, 17 febbraio 1672), fu il settimo patriarca di Mosca e di tutte le Russie dal 1667 alla morte nel 1672. Prese il posto del deposto Nikon, l'autore delle riforme ecclesiastiche che condussero al Raskol.

## Biografia
Non si sa molto delle origini di Ioasaf, a parte il fatto che nacque nella regione di Tver'. La sua vita monastica è strettamente legata al patriarca Nikon. Quest'ultimo, riconoscendo in Ioasaf delle notevoli qualità religiose, lo nominò archimandrita del monastero della Natività di Vladimir nel 1654. Due anni dopo arrivò l'incarico di archimandrita del monastero della Trinità di San Sergio.
Durante gli anni trascorsi al monastero, Ioasaf si conquistò la stima dello zar Alessio I. A seguito della vittoria russa sui polacchi, il sovrano attribuì il successo ai digiuni e alle preghiere del futuro patriarca e dei suoi monaci. Ioasaf rimase a Sergiev Posad fino al 1666, anno in cui partecipò al Grande Sobor di Mosca, un sinodo nel corso del quale il patriarca Nikon fu deposto e sostituito dall'archimandrita stesso, eletto il 31 gennaio 1667 e intronizzatosi il 10 febbraio seguente.
Ioasaf fu scelto poiché era lontano da dispute politiche e, non essendo vescovo, non gli si potevano attribuire responsabilità per le riforme realizzate da Nikon. Il suo patriarcato fu caratterizzato dalla necessità di fronteggiare i Vecchi credenti, dall'opposizione alle influenze religiose occidentali e dall'avvio di numerose attività missionarie. Egli promosse missioni nella Russia più settentrionale (arrivando fino a Novaja Zemlja), in Siberia e lungo il confine cinese. Scrisse anche vari testi teologici e liturgici e si impegnò nello sforzo di rendere maggiormente disciplinato il clero.
Morì il 17 febbraio 1672 e fu seppellito nel muro ovest della Cattedrale della Dormizione di Mosca. Gli succedette il metropolita di Novgorod Pitirim.